# Энергетика Адыгеи
Энергетика Адыгеи — сектор экономики региона, обеспечивающий производство, транспортировку и сбыт электрической и тепловой энергии. По состоянию на октябрь 2020 года, на территории Адыгеи эксплуатировались 8 электростанций общей мощностью 191,68 МВт, в том числе две ГЭС, одна ветроэлектростанция, одна солнечная электростанция и четыре тепловые электростанции. В 2018 году они произвели 78 млн кВт·ч электроэнергии. Особенностью энергетики Адыгеи является самая высокая в России доля ветроэнергетики в генерирующих мощностях, что связано с расположением на территории региона крупнейшей ветроэлектростанции России — Адыгейской ВЭС.

## История
Первые небольшие электростанции в Адыгее появились в начале XX века. В 1908 году в Майкопе был построен первый кинотеатр, имевший собственную динамо-машину, в 1909 году было начато создание в городе телефонной сети, в 1910 году на улицах появились первые электрические фонари. В 1911 году в Майкопе заработала первая городская электростанция общего пользования. В 1927 году в городе была пущена более мощная дизельная электростанция, к 1940 году её мощность достигла 800 кВт. В годы Великой Отечественной войны эта электростанция была разрушена, но уже в 1944 году восстановлена и эксплуатировалась вплоть до ввода в эксплуатацию Майкопской ГЭС.
Первой относительно крупной электростанцией Адыгеи стала Майкопская ГЭС мощностью 9,4 МВт, построенная на реке Белой и введённая в эксплуатацию в 1950 году. Эта станция сыграла большую роль в экономическом развитии региона. В 1960-х годах была введена в эксплуатацию ТЭЦ Майкопского целлюлозно-картонного завода мощностью 12 МВт. Многие годы эти две электростанции были единственными источниками электроэнергии в Адыгее.
В 2000 году была введена в эксплуатацию Майкопская малая ГЭС, в 2020 году пущены Адыгейская СЭС и Адыгейская ВЭС (крупнейшая ветроэлектростанция России). Также на 2020 год намечен ввод в эксплуатацию Шовгеновской СЭС мощностью 4,9 МВт. Прорабатывается проект строительства на Краснодарском водохранилище Адыгейской ГЭС.

## Генерация электроэнергии
По состоянию на октябрь 2020 года, на территории Адыгеи эксплуатировались 8 электростанций общей мощностью 191,68 МВт. В их числе две гидроэлектростанции — Майкопская ГЭС и малая Майкопская ГЭС, одна ветроэлектростанция — Адыгейская ВЭС, одна солнечная электростанция — Адыгейская СЭС и четыре тепловые электростанции промышленных предприятий — ТЭЦ ООО «Картонтара», ЭС ООО «Пластиктрейд», ООО «Новые технологии» и ООО «Зеленый дом». Особенность электроэнергетики региона — резкое превалирование ветрогенерации, на которую приходится более 75 % установленной мощности электростанций, причем вся эта мощность приходится на одну станцию — Адыгейскую ВЭС.

### Адыгейская ВЭС
Расположена возле хутора Келеметов, на территории Шовгеновского и Гиагинского районов. Введена в эксплуатацию в 2020 году. Крупнейшая электростанция Адыгеи и самая мощная ветроэлектростанция России на момент запуска (до постройки Кочубеевской ВЭС). Установленная мощность станции — 150 МВт, проектная среднегодовая выработка электроэнергии — 354 млн кВт·ч. Оборудование станции включает в себя 60 ветроустановок мощностью по 2,5 МВт. Принадлежит АО «ВетроОГК».

### Адыгейская СЭС
Расположена у станицы Ханская. Введена в эксплуатацию в 2020 году. Установленная мощность станции — 4 МВт, проектная среднегодовая выработка электроэнергии — 5,1 млн кВт·ч. Принадлежит ООО «Возобновляемые источники энергии».

### Майкопская ГЭС
Расположена в г. Майкоп на реке Белая. Старейшая ныне действующая электростанция региона, гидроагрегаты станции введены в эксплуатацию в 1950 году. Установленная мощность станции — 9,4 МВт, фактическая выработка электроэнергии в 2018 году — 49,5 млн кВт·ч. В здании ГЭС установлены 4 гидроагрегата, из них два мощностью по 2,7 МВт и два мощностью по 2 МВт. Принадлежит ООО «Лукойл-Экоэнерго».

### Майкопская малая ГЭС
Она же малая ГЭС АО «Адыгэнергострой». Расположена в г. Майкоп на реке Белой вблизи Майкопской ГЭС. Гидроагрегат станции введен в эксплуатацию в 2000 году. Установленная мощность станции — 0,4 МВт, фактическая выработка электроэнергии в 2018 году — 2,1 млн кВт·ч. В здании ГЭС установлен 1 гидроагрегат.

### Электростанции промышленных предприятий
На территории Адыгеи эксплуатируются четыре работающие на природном газе тепловые электростанции, обеспечивающие энергоснабжение промышленных предприятий (блок-станции):
- ТЭЦ ООО «Картонтара» — расположена в г. Майкоп, обеспечивает энергоснабжение Майкопского целлюлозно-картонного завода, также является одним из источников теплоснабжения города. Паротурбинная теплоэлектроцентраль, установленная мощность 12 МВт, фактическая выработка электроэнергии в 2018 году — 26,5 млн кВт·ч.
- ЭС ООО «Пластиктрейд» — установленная мощность 1,88 МВт, фактическая выработка электроэнергии в 2018 году — 14,6 млн кВт·ч.
- ЭС ООО «Новые технологии» — установленная мощность 11 МВт, фактическая выработка электроэнергии в 2018 году — 37,5 млн кВт·ч.
- ЭС ООО «Зеленый дом» — установленная мощность 3 МВт, фактическая выработка электроэнергии в 2018 году — 14,8 млн кВт·ч.

## Потребление электроэнергии
Потребление электроэнергии в Адыгее (с учётом потребления на собственные нужды электростанций и потерь в сетях) в 2018 году составило 1497 млн кВт·ч, максимум нагрузки — 255 МВт. Таким образом, Адыгея является энергодефицитным регионом по электроэнергии и мощности, дефицит восполняется перетоками из энергосистемы Краснодарского края (который сам является энергодефицитным). В структуре потребления электроэнергии в регионе лидирует потребление населением и сферой услуг — 51 %, потребление промышленностью составляет 27 %. Крупнейшие потребители электроэнергии (по итогам 2018 года): ООО «Картонтара» — 52 млн кВт·ч, ООО «ИКЕА МОС» — 34 млн кВт·ч. Функции гарантирующего поставщика электроэнергии выполняет ПАО «ТНС энерго Кубань».

## Электросетевой комплекс
Энергосистема Адыгеи входит в ЕЭС России, являясь частью Объединённой энергосистемы Юга, находится в операционной зоне филиала АО «СО ЕЭС» — «Региональное диспетчерское управление энергосистемы Краснодарского края и Республики Адыгея» (Кубанское РДУ). Энергосистема региона в связи со своим географическим положением связана только с энергосистемой Краснодарского края (внутри которой она находится) по четырём ВЛ 220 кВ, шестнадцати ВЛ 110 кВ и тринадцати ВЛ 35 кВ. Кроме того, по территории региона проходят транзитом две ВЛ 500 кВ и четыре ВЛ 220 кВ.
Общая протяженность линий электропередачи напряжением 35—220 кВ (без учёта транзитных) составляет 1389,9 км, в том числе линий электропередачи напряжением 220 кВ — 215,7 км, 110 кВ — 454,5 км, 35 кВ — 719,7 км. Магистральные линии электропередачи напряжением 220—500 кВ эксплуатируются филиалом ПАО «ФСК ЕЭС» — «Кубанское ПМЭС», распределительные сети напряжением 110 кВ и ниже — ПАО «Россети Кубань» (в основном) и территориальными сетевыми организациями.